# Lucifer typus
Lucifer typus är en kräftdjursart som beskrevs av H. Milne Edwards 1837. Lucifer typus ingår i släktet Lucifer och familjen Luciferidae. Inga underarter finns listade i Catalogue of Life.

## Bildgalleri

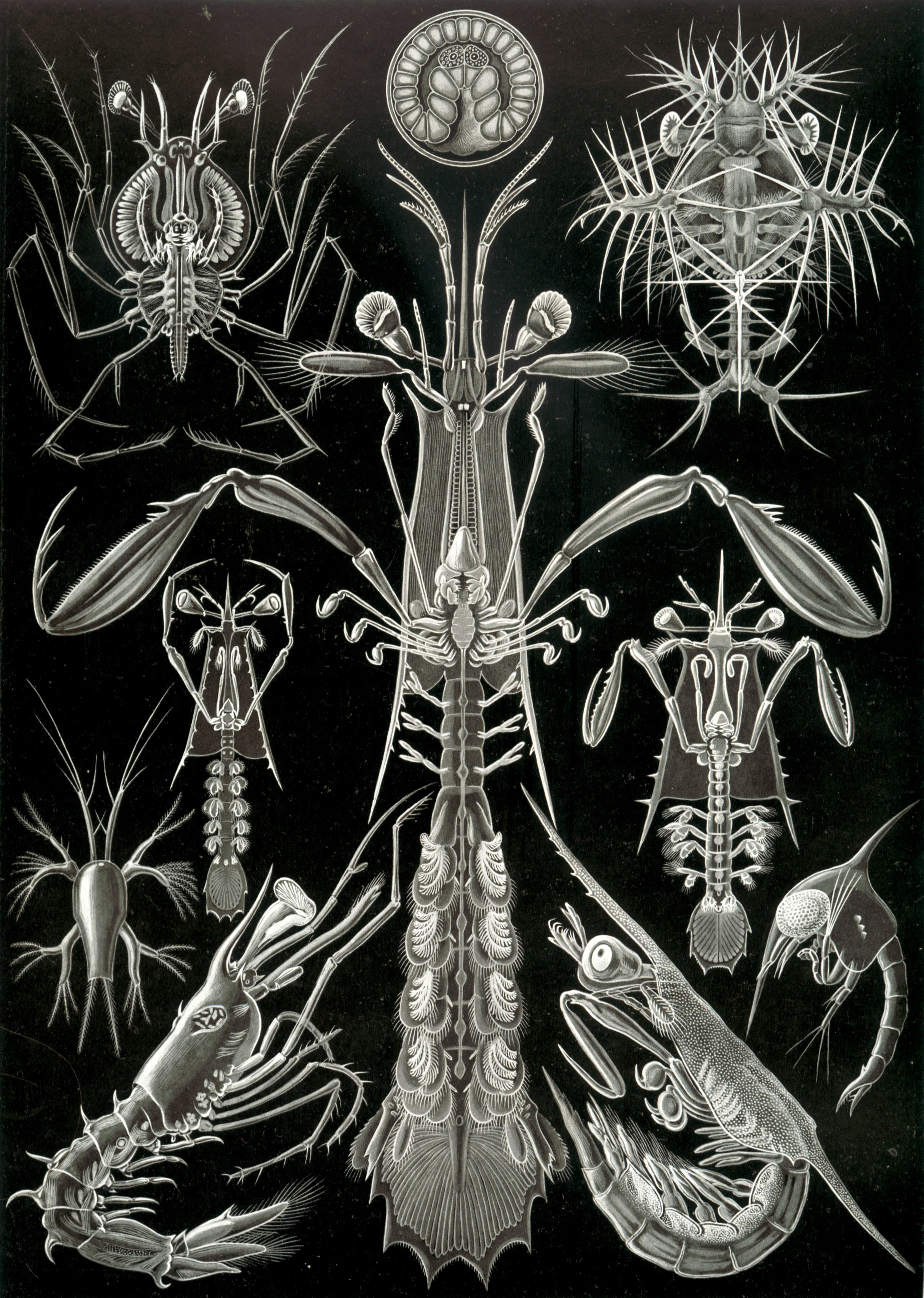